# Shimabara
Shimabara (japanisch 島原市, -shi) ist eine Stadt in der Präfektur Nagasaki auf der Insel Kyūshū in Japan.

## Geographie
Sie liegt auf der Nordost-Spitze der nach der Stadt benannten Shimabara-Halbinsel. Im Osten grenzt sie an die Ariake-Bucht, im Westen an den Vulkan Unzen.

## Geschichte
Shimabara ist eine alte Burgstadt, in der zuletzt ein Zweig der Matsudaira mit einem Einkommen von 65.000 Koku residierte. 
Am 21. Mai 1792 brach der Vulkan Fugen-dake des Vulkankomplexes Unzen aus. Kurze Zeit darauf kollabierte infolge eines Erdbebens die Ostflanke des Mayuyama und löste eine Lawine aus, die mit bis zu 200 km/h in den Ozean abrutschte. Der dadurch ausgelöste 20 Meter hohe Tsunami zerstörte die Stadt Shimabara nahezu vollständig und mehr als 15.000 Menschen kamen ums Leben. Dies war die bis heute folgenreichste geologische Eruption in Japan.
Shimabara wurde am 1. April 1940 zur kreisfreien Stadt (shi) ernannt. Hauptprodukte sind Mandarinen, Tabak und Tee. Es gibt eine Regenbogenforellen-Zucht.

## Verkehr
- Zug:
  - Shimabara-Tetsudō-Linie: nach Isahaya

## Sehenswürdigkeiten
Das beliebteste Touristenziel ist die Burg Shimabara und die nahegelegene Samurai-Straße.
Shimabara hat auch zahlreiche Onsen. Es gibt hier so viel natürliches Quellwasser – heißes und kaltes –, dass es in Kanälen durch die Straßen läuft.
In der malerischen Karpfenstraße schwimmen in den Kanälen Koi.

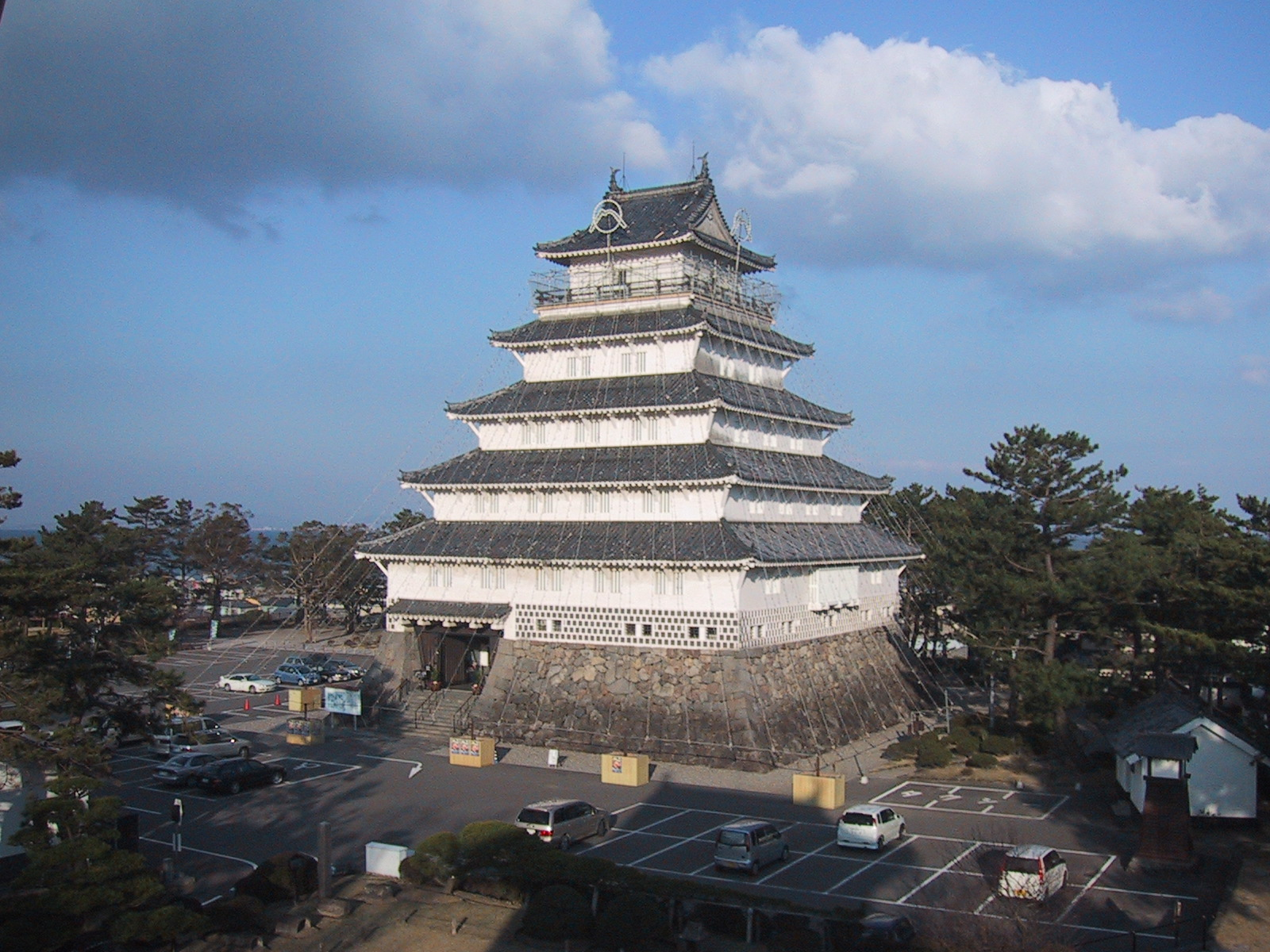
Burg Shimabara
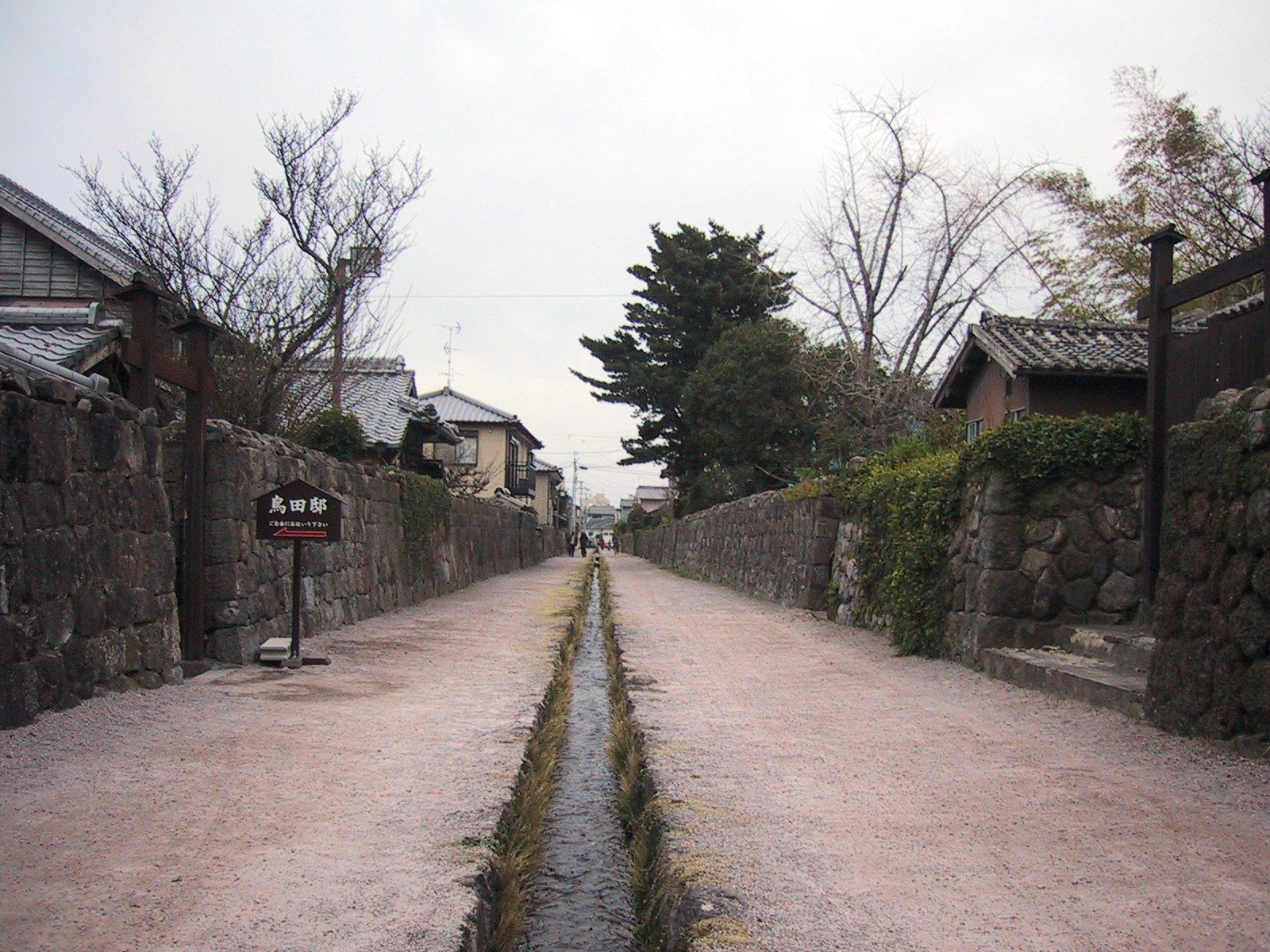
Die Samurai-Straße in Shimabara
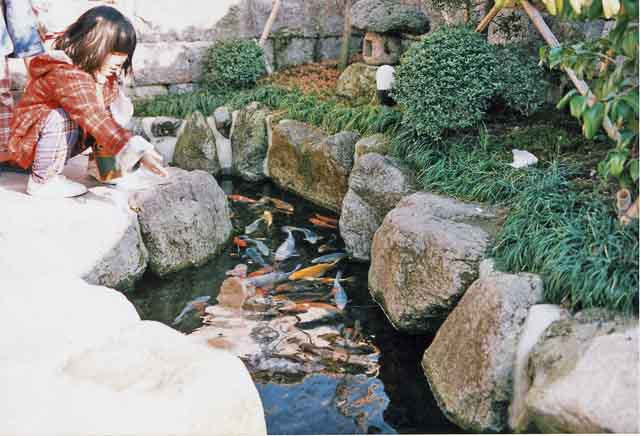
Koi in Kanälen an der Karpfenstraße in Shimabara
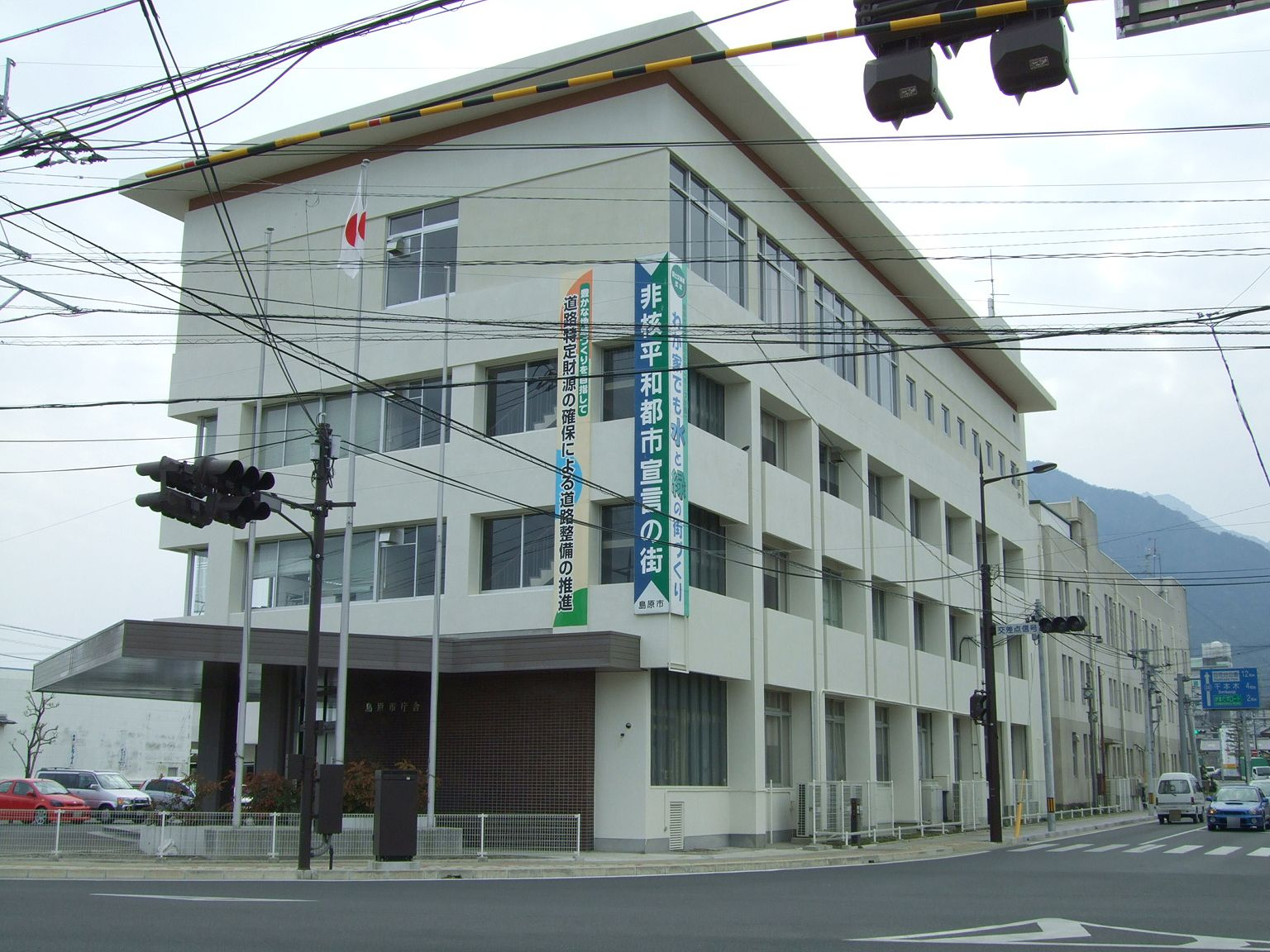
Rathaus von Shimabara

## Söhne und Töchter der Stadt
- Muraoka Iheiji (1867–1943), Geschäftsmann
- Yūji Hyakutake (1950–2002), Amateurastronom
- Suehiro Maruo (* 1956), Mangaka und Illustrator

## Angrenzende Städte und Gemeinden
- Unzen
- Minamishimabara